# Trachyuropodidae
Famille
Les Trachyuropodidae  Berlese, 1918 sont une famille des acariens Uropodina. Elle contient plus de 110 espèces en sept genres.

## Classification
- Capitodiscus Vitzthum, 1931 synonyme Cephalodiscus Berlese, 1916 préoccupé par McIntosh 1882 (Pterobranchia)
- Cephalouropoda Berlese, 1903
- Crinitodiscus Sellnick, 1931
  - Crinitodiscus (Crinitodiscus) Sellnick, 1931
  - Crinitodiscus (Orientidiscus) Athias-Binche & Bloszyk, 1985
- Phymatodiscus Berlese, 1917
- Trachyuropoda Berlese, 1888 synonymes Cephalojanetia Willmann, 1951, Leonardiella Berlese, 1904, Michaeliella Berlese, 1904 et Urotrachytes Berlese, 1904
- Urojanetia Berlese, 1918 synonymes Janetiella Berlese, 1904 préoccupé par Kieffer 1898 (Diptera) et Dynurella Athias-Binche, 1989
- Urotrachys Berlese, 1903